# Hans Spatzenegger
Hans Spatzenegger (ur. 1 marca 1900, zm. 27 maja 1947 w Landsberg am Lech) – zbrodniarz hitlerowski, członek załogi obozów koncentracyjnych Dachau i Mauthausen-Gusen oraz SS-Hauptscharführer.
Austriak. Członek SS od 1933 (nr identyfikacyjny 22057), a Waffen-SS od 1938. Początkowo pełnił służbę w Dachau, następnie przeniesiono go do Mauthausen. W tym ostatnim obozie Spatzenegger w latach 1942–1945 był nadzorcą w kamieniołomach. Znęcał się nad podległymi mu więźniami. Wielu z nich zamordował, ale liczby ofiar Spatzeneggera nie można precyzyjnie ustalić.
Spatzenegger został skazany w procesie załogi Mauthausen-Gusen (US vs. Johann Altfuldisch i inni) przez amerykański Trybunał Wojskowy w Dachau na karę śmierci. Wyrok wykonano przez powieszenie w więzieniu Landsberg 27 maja 1947.